# Farní sbor Českobratrské církve evangelické v Roudnici nad Labem
Farní sbor Českobratrské církve evangelické v Roudnici nad Labem je sborem Českobratrské církve evangelické v Roudnici nad Labem. Sbor má k 1.1.2021 celkem 72 členů a spadá pod Ústecký seniorát. Z Roudnice n. L. je administrován sbor v Libkovicích pod Řípem. Farářem je Radovan Rosický, kurátorkou sboru Františka Škárková.

## Faráři sboru
- Bedřich Jerie (1920–1923)
- Benjamin Fleischer (1924–1948)
- František Janovský (1949–1981)
- Kurt Bartoš (1982–2015)
- Joel Ruml (2016–2018)
- Radovan Rosický (od 1. září 2018)